# Eje Lönn
Nils Stig Eje Lönn, född 30 oktober 1927 i Rengsjö, Gävleborgs län, död 26 september 1990, var en svensk målare och tecknare. 
Han var son till fabrikschefen Lars Lönn och Betty Svedlund samt gift med läraren Ann-Marie Sundell. Lönn studerade tre terminer vid Berghs reklamskola i Stockholm men är i övrigt autodidakt som konstnär och bedrev självstudier under resor till England och Tyskland. Han medverkade i Nationalmuseums utställning Unga tecknare 1948. Lönn arbetade mest med teckningar utförda med tusch eller reservoarpenna där han har utfört detaljrika teckningar med ett brett spektrum av motiv samt några målningar i olja, akvarell gouacher eller tempera samt exlibris. Som illustratör har han bland annat illustrerat sagoboken Det finaste tivolit 1952, Mest om livet, och Oscar Wildes Aforismer 1957  samt som skämttecknare i flera tidskrifter och dagstidningar. Eje Lönn är begravd på Rengsjö kyrkogård.